# Бага-форе
Бага-форе (мбулунгиш, мбулунгишский; Mbulungish, Baga Foré, Baga Monson, Black Baga, Bulunits, Longich, Monchon, Monshon) — атлантический язык, на котором говорят группы народов бага-форе и чёрные бага в Гвинее. Распространён в 22 деревнях на северно-западном побережье страны к западу от устья реки Нуньес. Административно этот район входит в состав префектуры Боке одноимённой провинции. В качестве вспомогательного (второго) языка используются язык сусу.
Классификация языка бага-форе остаётся дискуссионной. Согласно традиционной классификации Д. Сепира (1971) относится к группе мбулунгиш-налу, которая входит в северную ветвь атлантических языков. Согласно одной из классификаций К. И. Позднякова (2005) бага-форе вместе с языками суа и бага-мботени входит в отдельную ветвь в составе атлантических языков. Позднее он опять объединил эту ветвь с языком налу и оставил в северноатлантической семье.